# Валдоста
Валдоста (англ. Valdosta) — місто (англ. city) в США, в окрузі Лоундс штату Джорджія. Населення — 55 378 осіб (2020).
Засноване 7 грудня 1860. Носить прізвисько «Місто Азалія», у березні проводиться щорічний фестиваль Азалія.

## Географія
Валдоста розташована за координатами 30°51′0″ пн. ш. 83°16′44″ зх. д. / 30.85000° пн. ш. 83.27889° зх. д. (30.850126, -83.278833), у прибережній рівнинній території штату Джорджія. Ландшафт міста плаский. Розташована на відстані 388 км на південь від міста Атланти, столиці Джорджії.  За даними Бюро перепису населення США в 2010 році місто мало площу 94,14 км², з яких 92,79 км² — суходіл та 1,35 км² — водойми.

### Клімат
| Клімат : Валдоста            | Клімат : Валдоста | Клімат : Валдоста | Клімат : Валдоста | Клімат : Валдоста | Клімат : Валдоста | Клімат : Валдоста | Клімат : Валдоста | Клімат : Валдоста | Клімат : Валдоста | Клімат : Валдоста | Клімат : Валдоста | Клімат : Валдоста | Клімат : Валдоста |
| Показник                     | Січ.              | Лют.              | Бер.              | Квіт.             | Трав.             | Черв.             | Лип.              | Серп.             | Вер.              | Жовт.             | Лист.             | Груд.             | Рік               |
| Абсолютний максимум, °C      | 30,6              | 30,6              | 33,9              | 35,6              | 39,4              | 42,2              | 40,0              | 40,6              | 39,4              | 36,1              | 33,3              | 29,4              | 42,2              |
| Середній максимум, °C        | 16,1              | 18,3              | 21,7              | 26,1              | 29,4              | 32,2              | 32,8              | 32,2              | 30,6              | 26,1              | 21,7              | 17,2              | 25,6              |
| Середня температура, °C      | 11,1              | 12,8              | 16,7              | 20,6              | 23,9              | 27,2              | 27,8              | 27,8              | 25,6              | 20,6              | 16,1              | 12,2              | 20,0              |
| Середній мінімум, °C         | 5,6               | 7,2               | 10,6              | 14,4              | 18,3              | 21,7              | 22,8              | 22,8              | 21,1              | 15,0              | 10,0              | 6,7               | 15,0              |
| Абсолютний мінімум, °C       | −16,1             | −16,7             | −7,8              | −3,9              | 4,4               | 10,0              | 13,9              | 12,2              | 5,6               | −2,2              | −8,9              | −14,4             | −16,7             |
| Норма опадів, мм             | 147               | 114               | 135               | 92                | 80                | 125               | 160               | 133               | 104               | 79                | 82                | 97                | 1201              |
| Днів з опадами               | 9                 | 8                 | 8                 | 7                 | 8                 | 10                | 13                | 12                | 9                 | 5                 | 7                 | 8                 | 104               |
| ---------------------------- | ----------------- | ----------------- | ----------------- | ----------------- | ----------------- | ----------------- | ----------------- | ----------------- | ----------------- | ----------------- | ----------------- | ----------------- | ----------------- |
| Джерело: The Weather Channel |                   |                   |                   |                   |                   |                   |                   |                   |                   |                   |                   |                   |                   |

## Демографія
Згідно з переписом 2010 року, у місті мешкало 54 518 осіб у 20 471 домогосподарстві у складі 11 833 родин. Густота населення становила 579 осіб/км².  Було 22709 помешкань (241/км²).
Расовий склад населення:
| - 51,1 % — чорних або афроамериканців - 43,3 % — білих - 1,7 % — азіатів - 0,3 % — корінних американців - 0,1 % — вихідців з тихоокеанських островів - 1,6 % — осіб інших рас |

До двох чи більше рас належало 1,9 %. Частка іспаномовних становила 4,0 % від усіх жителів.
За віковим діапазоном населення розподілялося таким чином: 22,8 % — особи молодші 18 років, 67,1 % — особи у віці 18—64 років, 10,1 % — особи у віці 65 років та старші. Медіана віку мешканця становила 26,9 року. На 100 осіб жіночої статі у місті припадало 88,3 чоловіків;  на 100 жінок у віці від 18 років та старших — 84,8 чоловіків також старших 18 років.
Середній дохід на одне домашнє господарство  становив 44 309 доларів США (медіана — 29 336), а середній дохід на одну сім'ю — 56 397 доларів (медіана — 37 702). Медіана доходів становила 33 962 долари для чоловіків та 27 122 долари для жінок. За межею бідності перебувало 35,0 % осіб, у тому числі 44,2 % дітей у віці до 18 років та 10,8 % осіб у віці 65 років та старших.
Цивільне працевлаштоване населення становило 23 327 осіб. Основні галузі зайнятості: освіта, охорона здоров'я та соціальна допомога — 25,9 %, роздрібна торгівля — 16,3 %, мистецтво, розваги та відпочинок — 16,0 %.